# Bzura
Il Bzura è un fiume della Polonia centrale, affluente della Vistola presso Wyszogród, con una lunghezza di 166 km è il 25° più lungo del paese, con un'area del bacino di 7.788 km².
Presso il fiume Bzura si è tenuta, dal 9 al 19 settembre 1939 un'importante battaglia durante l'invasione della Polonia da parte della Germania nazista.

## Città attraversate
- Zgierz
- Aleksandrów Łódzki
- Ozorków
- Łęczyca
- Łowicz
- Sochaczew
- Brochów
- Wyszogród